# Horst Ahnert
Horst Ahnert (1909 – disparu en 1945) était un officier allemand appartenant à la SS nazie, qui a participé à l'Holocauste juif pendant la Seconde Guerre mondiale.
Horst Ahnert, qui a atteint le grade de SS Untersturmführer (sous-lieutenant), a été l'assistant de Theodor Dannecker et Heinz Röthke jusqu'à décembre 1942. Il a participé à la rafle du Vélodrome d'Hiver, dont la section IVB4 a été responsable de la déportation de 12.884 juifs français, dont 4.051 étaient des enfants, vers le camp de concentration d'Auschwitz, où ils furent immédiatement exterminés à leurs arrivée, dans les chambres à gaz.
Il a disparu à la fin de la guerre et n'a donc jamais été pu être jugé pour sa responsabilité dans l'holocauste.

## Crédit de traduction
- (es) Cet article est partiellement ou en totalité issu de l’article de Wikipédia en espagnol intitulé « Horst Ahnert » (voir la liste des auteurs).